# Betzy Akersloot-Berg

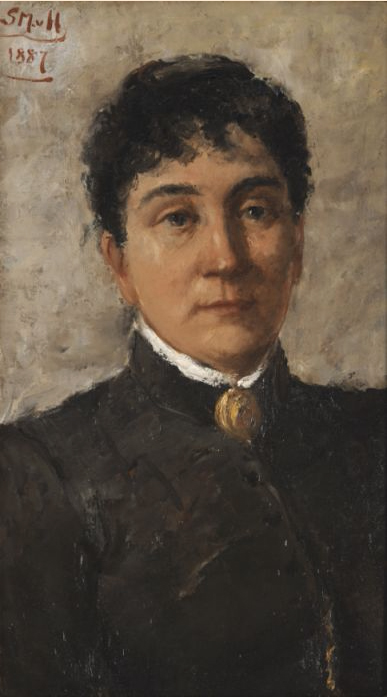
Betzy Berg, von Sientje van Houten

Betzy Rezora Akersloot-Berg (* 16. Dezember 1850 in Aurskog, Aurskog-Høland, Norwegen; † 18. Dezember 1922 in Vlieland, Niederlande) war eine norwegisch-niederländische Landschafts- und Marinemalerin.

## Leben
Betzy Berg wurde 1850 als eines von fünf Kindern in eine wohlhabende, landwirtschaftlich tätige Familie im Dorf Aurskog geboren. Ihre Mutter war Bartha Nordbye, ihr Vater Casper Cristiansen Berg. Er war Landwirt, später Großgrundbesitzer und Geschäftsmann.
Betzy Berg verbrachte den größten Teil ihrer Jugend in Christiania (dem heutigen Oslo) und machte eine Ausbildung zur Krankenschwester, wonach sie sich entschied, in diesem Beruf und als Missionarin in die Finnmark in Nordnorwegen zu gehen, wo sie unter einfachen Bedingungen mit der samischen Bevölkerung arbeitete. Etwa um 1875 kehrte sie nach Oslo zurück und besuchte die dortige Königliche Zeichenakademie. In Oslo arbeitete zu der Zeit Otto Sinding, bei dem sie Unterricht nahm, und dem sie Anfang der 1880er als Schülerin nach München folgte, als er sich dort niederließ. Drei Winter (1881–1883) arbeitete sie in München, verbrachte die Sommer jedoch in Norwegen. Wie Sinding widmete sie sich in ihren Motiven nun Küsten- und Meereslandschaften, die einen naturalistisch-realistische Stil hatten. Etwa in dieser Zeit lernte sie in Wien die Arbeiten des Marinemalers Hendrik Willem Mesdag und diesen selbst kennen, und begleitete ihn und Sientje van Houten, ebenfalls Malerin und Mesdags Ehefrau, im Winter 1886 und 1887 als dessen Schülerin und Mitarbeiterin nach Scheveningen (Den Haag). Vermutlich arbeitete sie 1888 auch an dem Panorama Mesdag mit. In ihren eigenen Arbeiten dieser Zeit ist der Einfluss Mesdags – stimmungsvolles Licht, nüchterne Farbtöne – zu erkennen.
In den Wintermonaten von 1890 und 1891 zog es Berg nach Paris in die Malklasse von Puvis de Chavannes; aus finanziellen Gründen musste sie den Aufenthalt jedoch abbrechen.
Während ihres Aufenthalts mit Mesdag und Van Houten in Scheveningen hatte Berg den Witwer Gooswinus Gerardus Akersloot kennengelernt, den ehemaligen Bürgermeister von Hoevelaken. 1893 heirateten die beiden in Papendrecht, und nach einigen Zwischenstationen ließ sich das Paar 1896 auf der westfriesischen Insel Vlieland nieder. Sie kauften ein ehemaliges Admiralitätshaus, das sie umbauten und dem sie den Namen Tromp's Huys gaben, und von dessen Atelier aus Berg einen Blick aufs Wattenmeer hatte. Betzy Akersloot-Berg engagierte sich in der örtlichen Gesellschaft, indem sie eine Sonntagsschule abhielt und Nähkreise mit Bibellesungen für Mädchen anbot. Mit Akersloot, der 1899 Honorar-Vizekonsul von Norwegen und Schweden wurde, gehörten sie zwar einerseits zum angesehenen Teil der Inselbevölkerung, andererseits stieß Bergs unkonventionelle Art auch auf Ablehnung. Sie hatte ihre eigenen religiösen Vorstellungen und saß bei Wind und Wetter, gekleidet in Ölzeug in einer Holzkiste am Strand, um entweder zu malen oder Holz zu sammeln, aus denen sie ihre Rahmen fertigte. Die zahlreichen Gemälde aus dieser Zeit entstanden sowohl im Atelier als auch unter freiem Himmel.
Fast jedes Frühjahr reiste sie – wie vor ihrer Heirat – nach Norwegen, um den Sommer dort zu verbringen. Die Reisen führten sie von den Lofoten bis nach Lindesnäs (1892 hatte sie zu Studienzwecken auch an einem Walfang im nördlichen Eismeer teilgenommen).
Ihr Ehemann reiste ihr meist im Spätsommer nach und begleitete sie im Herbst zurück nach Vlieland. Neben Norwegen bereiste sie Schweden, Deutschland, England, Italien, Russland und Frankreich, dort hielt sie sich beispielsweise in der Künstlerkolonie Grez-sur-Loing auf. Sie soll auch bei der Krönung von Zar Nikolaus II. und Alexandra Fjodorowna im Jahr 1896 anwesend gewesen sein. Um die Kosten niedrig zu halten, reiste sie nicht immer allein, sondern manchmal mit einer Freundin oder auch als Gesellschafterin. Finanziell hatte sie vor ihrer Heirat teilweise von ihrer Arbeit leben können, war aber auch von ihrem Vater unterstützt worden. Während ihrer Ehe bot sie weiterhin Gemälde zum Verkauf an, obwohl Akersloot recht wohlhabend war – es gibt aber auch Hinweise, dass dessen Vermögen später soweit schrumpfte, dass ihre Gemäldeverkäufe einen wichtigen Anteil des Haushaltseinkommens ausmachten.
Ihre letzte Reise nach Italien und Frankreich unternahm sie 1921. Sie starb am 18. Dezember 1922 im Tromp’s Huys und wurde auf Vlieland beigesetzt.

## Werk und Nachwirkung
Betzy Berg war als Malerin von Marinestücke und Küstenlandschaften als Frau eher die Ausnahme, und ihre Arbeiten wurden positiv aufgenommen. Sie beschickte regelmäßig die staatlichen Herbstausstellungen in Oslo (1882–1898) und nahm an mehreren Gruppenausstellungen in den Niederlanden teil, etwa in Amsterdam (1896, 1901, 1904, 1905). Ihre Arbeiten wurden auf dem Salon de Paris (1889, 1900–1902, 1904) und auf der Pariser Weltausstellung gezeigt, außerdem in Kopenhagen, München, Antwerpen, Prag und Stockholm (1897),

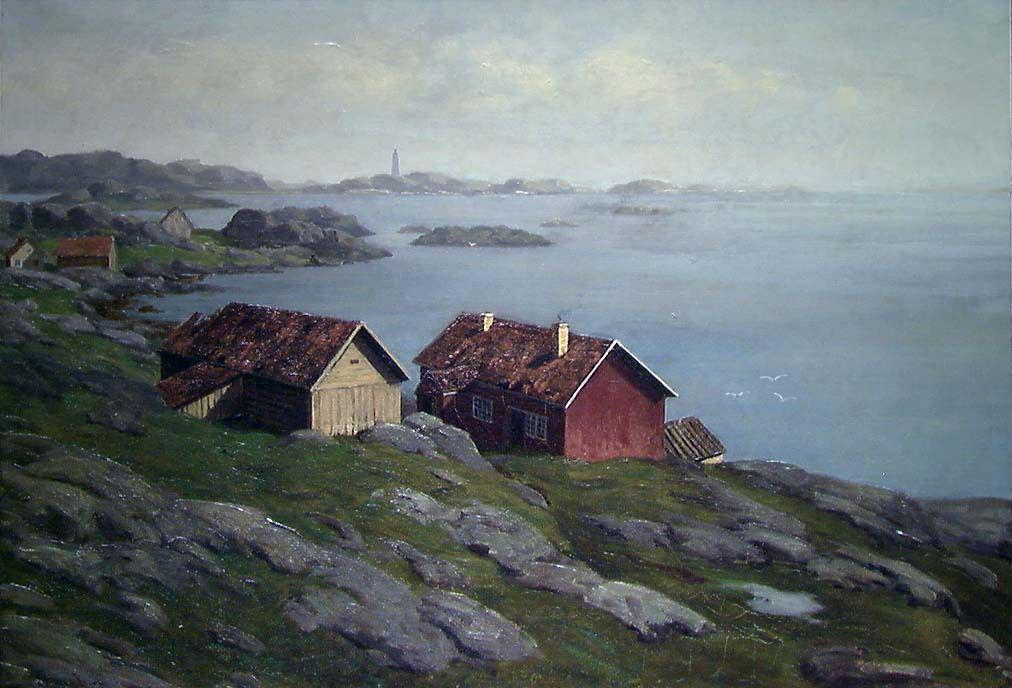
Küstenlandschaft in Norwegen
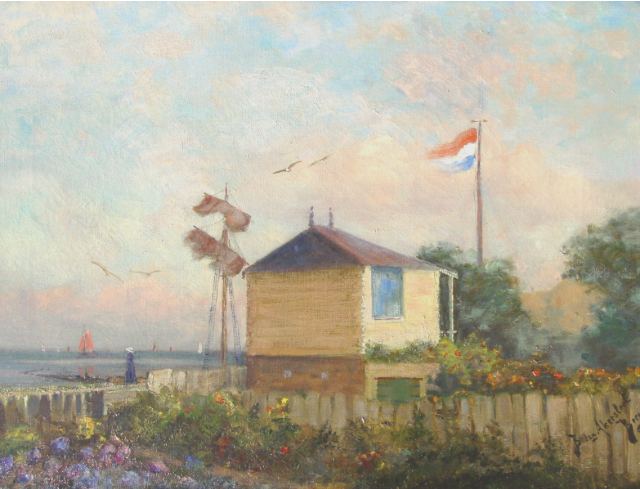
Atelier in Vlieland
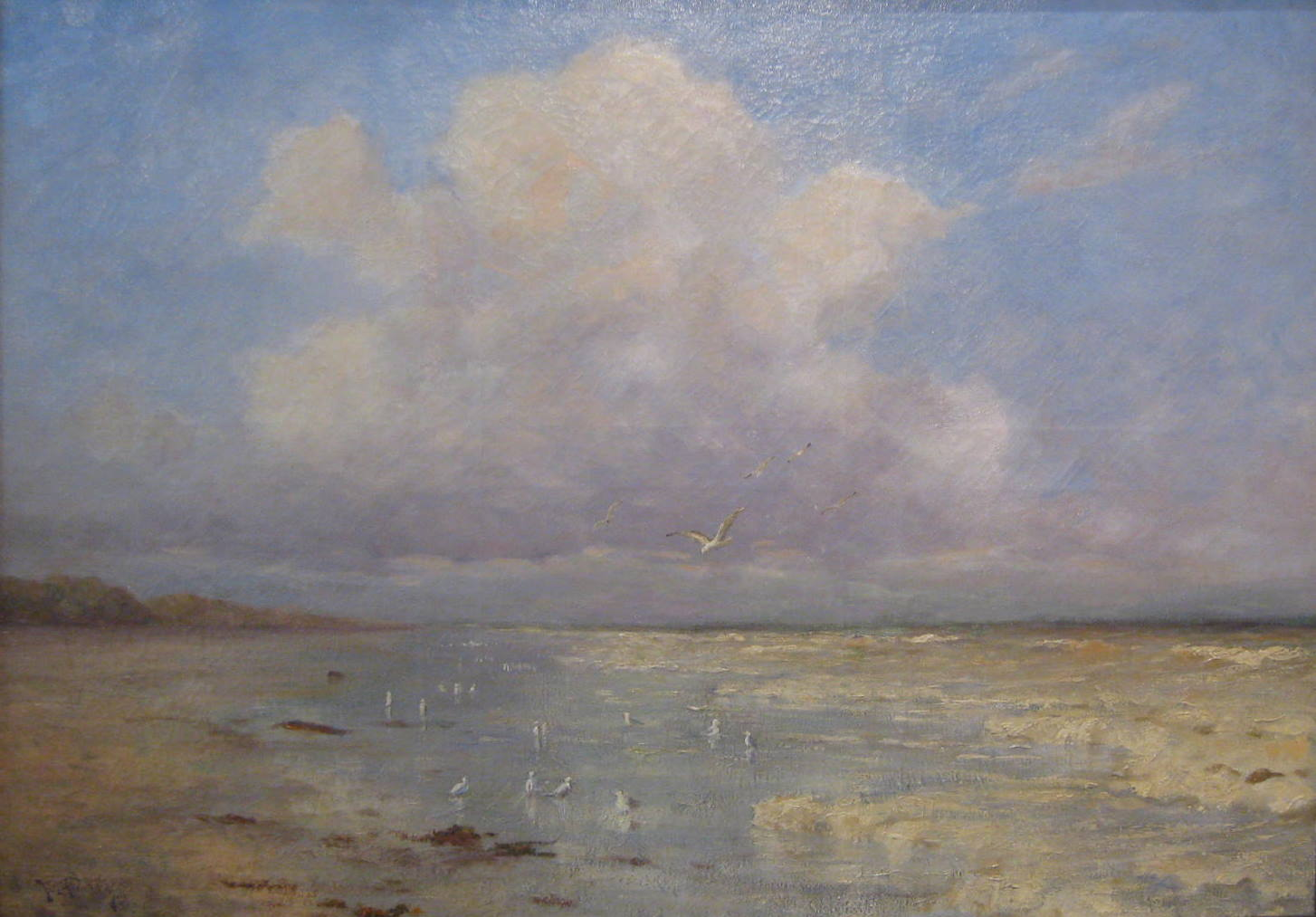
Nordseestrand
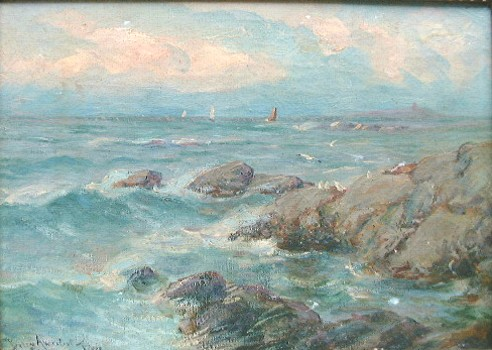
Küste
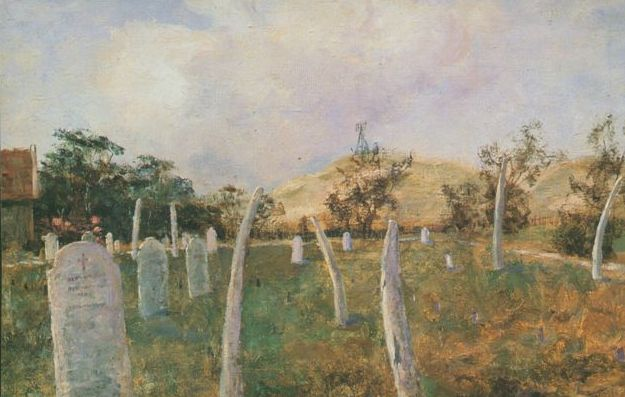
Friedhof

Ihr Hauptmotiv war die Küstenlandschaft und das Meer, ob zuhause oder auf ihren Reisen, vor allem die Felsenküste Norwegens. Gelegentlich malte sie Stadt- und Dorfansichten und vereinzelt auch Menschen, und es gibt einige Gemälde von italienischen Landschaften und antiken Ruinen. Als die niederländische Königin Wilhelmina und ihr Prinzgemahl Vlieland besuchten und in ihrem Haus empfangen wurden, hielt sie dies fest, außerdem den Überflug deutscher Zeppeline Richtung England während des Ersten Weltkriegs im Oktober 1916.
Bis 1880 finden sich die Einflüsse Hendrik Willem Mesdags in ihren Arbeiten, nach 1890 fand sie jedoch zu einem eigenen Stil, den sie ihr Leben lang beibehielt, unbeeinflusst von der Moderne.
1960 (nach anderen Quellen: 1955) wurde das Tromp's Huys auf Vlieland als Museum eröffnet, in dem ca. zweihundert Gemälde und andere Besitztümer von Betzy Berg ausgestellt sind – der größere Teil ihres Gesamtwerks von rund 300 Gemälden. Ihr Geburtsort Aurskog widmete der Künstlerin 1996 eine Ausstellung.

«Betzy Akersloot-Berg (1850–1922) var en badass marinemaler, øydronning og globetrotter som gikk sin egen vei. En vei som alltid førte til havet, som var hennes eneste store higen og fascinasjon. Hun var en kunstner med suksess i sin samtid, men en obskuritet i norsk kunsthistorie.»

„Betzy Akersloot-Berg (1850-1922) war eine Badass-Marinemalerin, Inselkönigin und Weltenbummlerin, die ihren eigenen Weg ging. Ihre Pfad führte sie immer zum Meer, das ihre einzige große Sehnsucht und Faszination war. Sie war eine erfolgreiche Künstlerin ihrer Zeit,
aber eine Unbekannte in der norwegischen Kunstgeschichte.“

## Werke in öffentlichen Sammlungen (Auswahl)
- Kystlandskap; Nationalgalerie Oslo, Inv.-Nr. NG.M.04368[8]
- Fra Lofoten; Nationalgalerie Oslo, Inv.-Nr. NG.M.04291[9]